# (6738) Tanabe
(6738) Tanabe est un astéroïde de la ceinture principale.

## Description
(6738) Tanabe est un astéroïde de la ceinture principale. Il fut découvert le 20 mars 1993 à Kitami par Kin Endate et Kazuro Watanabe. Il présente une orbite caractérisée par un demi-grand axe de 2,34 UA, une excentricité de 0,16 et une inclinaison de 0,5° par rapport à l'écliptique.

## Compléments